# LL Pegasi
Étoile carbonée
Étoile variable
Étoile variable de type Mira
Source submillimétrique (d)
Source d'infrarouge (d)
Supergéante rouge
LL Pegasi (AFGL 3068) est une étoile variable de type Mira entourée d'une nébuleuse en forme de spirale, IRAS 23166+1655, considérée comme une protonébuleuse planétaire. C'est un système binaire qui comprend une étoile carbonée extrême. La paire est cachée par le nuage de poussière éjecté de l'étoile de carbone et n'est visible qu'en lumière infrarouge. 

## Variabilité
LL Pegasi n'est pas visible aux longueurs d'onde visuelles. Sa luminosité est fortement variable aux longueurs d'onde infrarouges. Elle est classée comme variable Mira et a une période d'environ 696 jours. 

## Nébuleuse
La nébuleuse présente une forme inhabituelle de spirale d'Archimède. On pense que la forme est engendrée par l'interaction entre le compagnon stellaire et l'étoile carbonée, comme cela a été vu dans d'autres systèmes binaires, mais pas avec une forme géométrique aussi précise. La distance entre les bras spiraux et leur taux d'expansion est cohérent avec les estimations de la période orbitale de 810 ans de la paire basée sur leur séparation angulaire apparente. 

## Galerie
- Structure entourant le système binaire

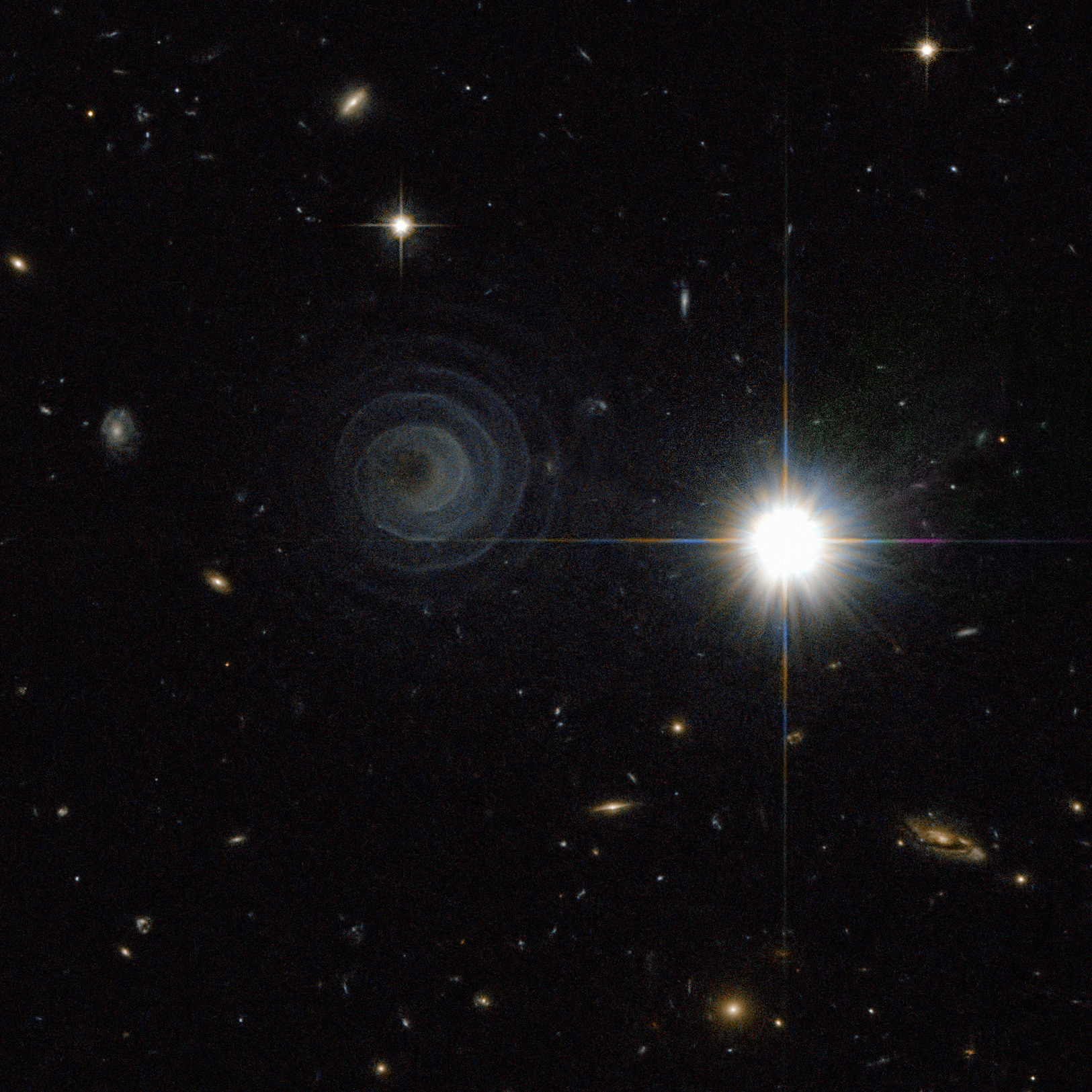
Image de IRAS 23166+1655 prise par le télescope spatial Hubble dans le proche-infrarouge. L'objet brillant à droite est une étoile beaucoup plus proche de la Terre.